# Iron Man 3
Iron Man 3 – amerykańsko-chiński fantastycznonaukowy film akcji z 2013 roku na podstawie serii komiksów o superbohaterze o tym samym pseudonimie wydawnictwa Marvel Comics. Za reżyserię odpowiadał Shane Black, który wraz z Drew Pearcem napisał scenariusz. W tytułowej roli powrócił Robert Downey Jr., a obok niego w głównych rolach wystąpili: Gwyneth Paltrow, Don Cheadle, Guy Pearce, Rebecca Hall, Stephanie Szostak, James Badge Dale, Jon Favreau i Ben Kingsley.
Tony Stark walczy ze stresem i atakami paniki po wydarzeniach z Avengers. Przychodzi mu się zmierzyć z organizacją terrorystyczną kierowaną przez tajemniczego Mandaryna.
Iron Man 3 wchodzi w skład II Fazy Filmowego Uniwersum Marvela. Jest to siódmy film należący do tej franczyzy i stanowi część jej pierwszego rozdziału zatytułowanego Saga Nieskończoności. Jest to kontynuacja filmów Iron Man z 2008 i Iron Man 2 z 2010 roku. W serwisie Disney+ zadebiutuje jego serialowy spin-off, Armor Wars, z Cheadlem w głównej roli.
Światowa premiera filmu miała miejsce 14 kwietnia 2013 roku w Paryżu. W Polsce produkcja ta zadebiutowała 9 maja tego samego roku. Iron Man 3 zarobił przeszło 1,2 miliarda dolarów, a jego budżet wyniósł 200 milionów. Otrzymał pozytywne oceny od krytyków.

## Streszczenie fabuły
Tony Stark wspomina sylwestra 1999 roku, kiedy to spotykał się z Mayą Hansen, naukowcem, która wynalazła Extremis, eksperymentalny sposób na leczenie kalectwa nabytego w wyniku obrażeń. Tamtego roku niepełnosprawny naukowiec, Aldrich Killian, proponował im współpracę z Advanced Idea Mechanics, ale Stark odrzucił ofertę i upokorzył Killiana .
Wiele lat później, pół roku po bitwie o Nowy Jork, doświadczenia związane z atakiem Chitauri na Ziemię wywołują u Starka ataki paniki. W wyniku bezsenności spędza długie godziny na budowaniu kolejnych zbroi, a jego relacje z Pepper Potts zaczynają się pogarszać. W tym czasie dochodzi do wielu ataków bombowych, do których przyznaje się organizacja terrorystyczna dowodzona przez Mandaryna. Kiedy jego były ochroniarz i przyjaciel, Happy Hogan, zostaje ciężko ranny w wyniku jednego z ataków, Stark grozi Mandarynowi za pośrednictwem mediów. W jego posiadłości pojawia się Hansen, która próbuje ostrzec Starka, a w tym czasie jego dom zostaje zaatakowany przez terrorystów i zniszczony. Hansen i Potts udaje się wydostać z posiadłości, a Stark ucieka z niej w zbroi Iron Mana i zostaje skierowany przez J.A.R.V.I.S.-a na obrzeża Tennessee. W eksperymentalnym pancerzu Starka brakuje energii na powrót do Kalifornii i zostaje on uznany on za zmarłego w wyniku ataku .
Z pomocą 10-letniego chłopca, Harleya Keenera, Stark bada miejsce lokalnego wybuchu wyglądającego jak atak Mandaryna. Odkrywa, że zamachy wywołane są przez żołnierzy poddanych działaniu Extremis, a wybuchy te są przypisywane atakom terrorystycznym Manadaryna, aby ukryć wady Extremis. Stark zostaje zaatakowany przez agentów Mandaryna, Erica Savina i Ellen Brandt. Razem z Harleyem udaje mu się namierzyć kryjówkę Mandaryna w Miami. Infiltruje jego siedzibę przy pomocy improwizowanych broni i odkrywa, że Mandaryn to tak naprawdę brytyjski aktor Trevor Slattery, który twierdzi, że jest nieświadomy ataków w jego imieniu. Stark dowiaduje się, że Killian przywłaszczył badania Hansen nad Extremis i użył ich jako lekarstwo na własną niepełnosprawność, następnie rozbudował on ten program i zwerbował do niego niepełnosprawnych weteranów wojennych. Killian ujawnia, że to on jest prawdziwym Mandarynem, a Slattery jest tylko figurantem. Kiedy udaje mu się schwytać Starka, pokazuje mu Potts, która zostaje poddana działaniu Extremis szantażując Starka, aby pomógł mu naprawić program. Killian zabija Hansen, kiedy ta próbuje go powstrzymać .
Killian manipuluje amerykańskimi agencjami wywiadowczymi i ich informacjami dotyczącymi lokalizacji Mandaryna, aby zwabić Jamesa Rhodesa w zbroi Iron Patriot w pułapkę i odebrać mu pancerz. W tym czasie Stark ucieka i spotyka Rhodesa. Wspólnie odkrywają, że Killian ma zamiar zaatakować pokład Air Force One z prezydentem Ellisem na pokładzie. Starkowi udaje się uratować kilku pasażerów, jednak nie udaje mu się zapobiec porwaniu prezydenta. Killian chce zabić prezydenta i pokazać to na żywo w telewizji. Okazuje się, że z Killianem współpracuje wiceprezydent Rodriguez, który liczy na wyleczenie swojej córki z niepełnosprawności za pomocą Extremis. Na platformie, gdzie ma się odbyć egzekucja prezydenta, Stark próbuje odnaleźć Potts, a Rhodes ratuje prezydenta. By zwiększyć szansę na powodzenie akcji, Stark wzywa zbroje kontrolowane przez J.A.R.V.I.S.-a, następnie zwabia Killiana i zamyka go w jednym z pancerzy, który ulega autodestrukcji. To go jednak nie zabija. Potts, której Extremis pozwala przeżyć, interweniuje i zabija Killiana. Po tym Stark niszczy wszystkie pancerze, a Rodriguez i Slattery zostają aresztowani. Stark leczy Potts z działania Extremis, a sam poddaje się operacji usunięcia odłamków z klatki piersiowej .
W scenie po napisach, Stark budzi Bruce’a Bannera, który usnął podczas jego opowieści .

## Obsada
| Polski dubbing |
| • Mariusz Bonaszewski jako Tony Stark / Iron Man • Magdalena Kumorek jako Virginia „Pepper” Potts • Tomasz Sapryk jako James „Rhodey” Rhodes / Iron Patriot • Bartłomiej Topa jako Aldrich Killian • Katarzyna Dąbrowska jako Maya Hansen • Anna Gajewska jako Ellen Brandt • Janusz Chabior jako Eric Savin • Michał Piela jako Harold „Happy” Hogan • Jerzy Kryszak jako Trevor Slattery |

- Robert Downey Jr. jako Tony Stark / Iron Man, geniusz, biznesmen, filantrop i playboy, który skonstruował dla siebie serię bojowych pancerzy wspomaganych. Odziedziczył po ojcu majątek i firmę specjalizującą się w przemyśle zbrojeniowym o nazwie Stark Industries. Walczy on ze stresem i atakami paniki po ataku na Nowy Jork[6].
- Gwyneth Paltrow jako Virginia „Pepper” Potts, była osobista asystentka Starka, obecnie jego życiowa partnerka i prezes Stark Industries[7].
- Don Cheadle jako James „Rhodey” Rhodes / Iron Patriot, oficer sił powietrznych armii Stanów Zjednoczonych, przyjaciel Starka. Jest łącznikiem między Stark Industries a Wojskowym Departamentem ds. Zbrojeń. Używa zmodyfikowanej zbroi „War Machine”, która została pomalowana w barwy flagi Stanów Zjednoczonych i zmieniono jej nazwę na „Iron Patriot”[8].
- Guy Pearce jako Aldrich Killian, współtwórca wirusa Extremis, który przywłaszczył sobie badania Hansen. Założyciel i prezes A.I.M., który podszywa się pod Mandaryna. Killian użył Extremis, aby zwalczyć swoją niepełnosprawność. Wirus, poza działaniami regeneracyjnymi, dał mu nadludzką siłę i zdolność do wytwarzania wysokich temperatur[9][10].
- Rebecca Hall jako Maya Hansen, genetyk, która rozpoczęła badania nad Extremis i współpracowniczka Killiana[11][10].
- Stephanie Szostak jako Ellen Brandt, weteranka wojenna poddana działaniu Extremis i zabójczyni pracująca dla Killiana[12][10].
- James Badge Dale jako Eric Savin, współpracownik Killiana poddany działaniu Extremis[13][10].
- Jon Favreau jako Harold „Happy” Hogan, szef ochrony Stark Industries, były ochroniarz i były szofer Starka[14].
- Ben Kingsley jako Trevor Slattery, brytyjski aktor z nałogami, którego Killian zatrudnił, aby grał Mandaryna[15][16].

W filmie wystąpili również: Paul Bettany jako J.A.R.V.I.S., komputerowa sztuczna inteligencja stworzona przez Starka, która zarządza posiadłością i zbrojami Tony’ego; Shaun Toub jako Ho Yinsen, afgański lekarz i naukowiec; Ty Simpkins jako Harley Keener, chłopiec, który pomaga Starkowi; William Sadler jako Matthew Ellis, prezydent Stanów Zjednoczonych; Miguel Ferrer jako Rodriguez, zastępca prezydenta Stanów Zjednoczonych; Adam Pally jako Gary, operator kamery pomagający Starkowi; Dale Dickey jako pani Davis, matka wojskowego, którego poddano działaniu Extremis, a następnie obarczono winą za samobójczy zamach; Ashley Hamilton jako Jack Taggart, żołnierz poddany działaniu Extremis oraz Wang Xuequi jako doktor Wu. Fan Bingbing pojawiła się jako asystentka doktora Wu w dodatkowej scenie pokazywanej tylko w Chinach.
W rolach cameo pojawili się: twórca komiksów Marvela, Stan Lee, jako sędzia konkursu piękności; Bill Maher, Joan Rivers, Pat Kiernan, Thomas Roberts, George Kotsiopoulos, Josh Elliott i Megan Henderson grają siebie samych, a w scenie po napisach pojawia się Mark Ruffalo jako Bruce Banner, naukowiec i przyjaciel Starka.

## Produkcja

### Rozwój projektu

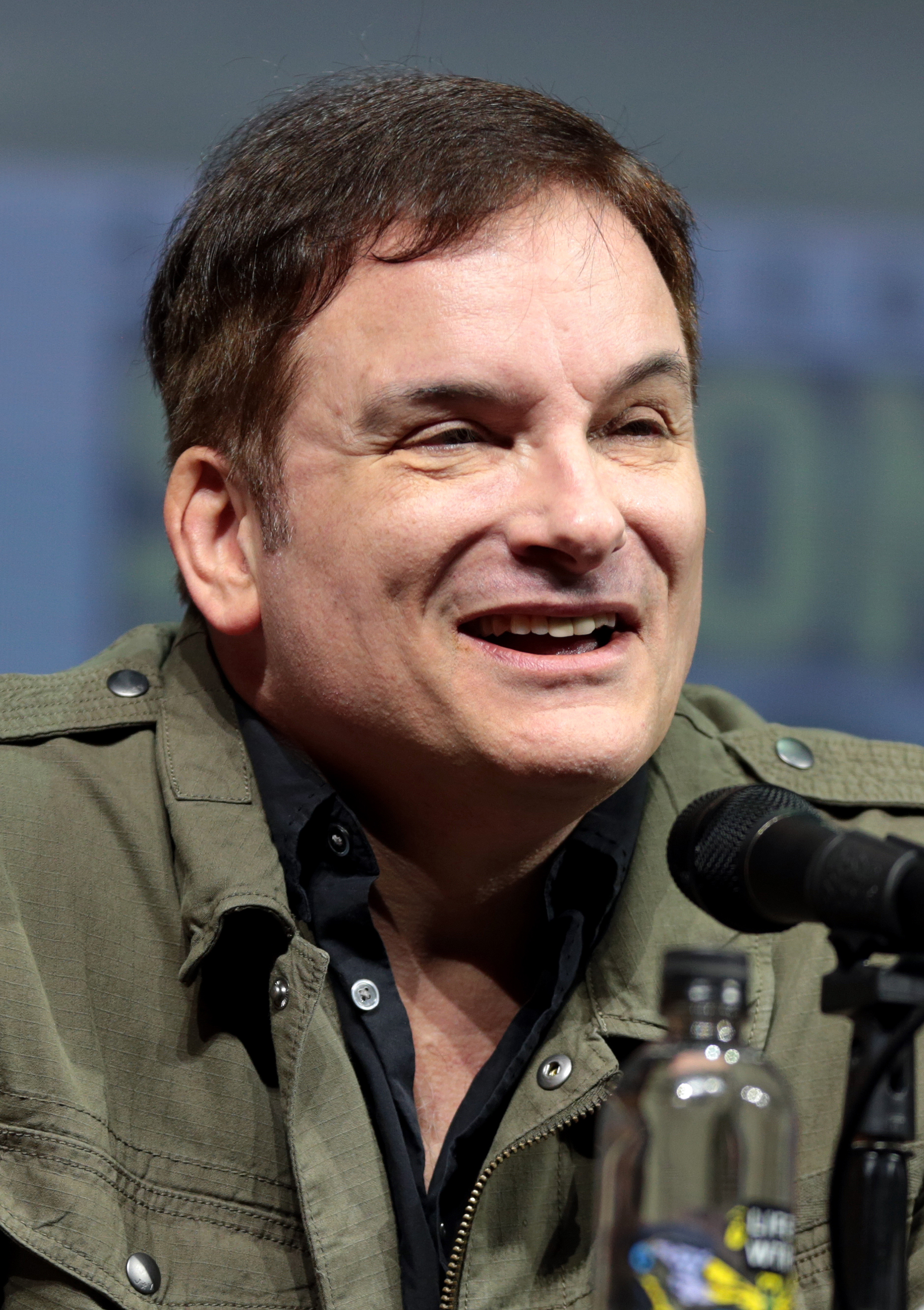
Shane Black, reżyser filmu

Po wydaniu filmu Iron Man 2 i przejęciu Marvel Entertainment przez The Walt Disney Company pojawił się problem dotyczący dystrybucji trzeciej części, do której prawa posiadało Paramount Pictures. W październiku 2010 roku poinformowano, że Walt Disney Studios zapłaci Paramountowi przynajmniej 115 milionów dolarów za prawa do dystrybucji. W tym samym miesiącu zapowiedziano, że film będzie miał swoją amerykańską premierę 3 maja 2013 roku. W grudniu reżyser pierwszej i drugiej części, Jon Favreau, poinformował, że nie powróci na stanowisko reżysera Iron Mana 3. Pozostał on jednak producentem wykonawczym. Jeszcze w tym samym roku Robert Downey Jr. skontaktował się z Shane’em Blackiem proponując mu napisanie scenariusza i wyreżyserowanie filmu. W lutym 2011 roku Black prowadził rozmowy z Marvel Studios. W marcu poinformowano, że zajmie się on reżyserią i napisze scenariusz wspólnie z Drew Pearcem. W kwietniu 2012 roku poinformowano, że film będzie wyprodukowany we współpracy z Chinami.
Fabuła filmu została zainspirowana serią komiksów Extremis autorstwa Warrena Ellisa wydawanych w latach 2005−2006. W pierwszej wersji scenariusza głównym antagonistą miała być Maya Hansen; miała ona pełnić podobną rolę do Aldricha Killiana. Marvel Entertainment jednak nie chciało się zgodzić na wprowadzenie kobiety – antagonistki ze względu na sprzedaż zabawek. Z tego powodu decydowano się na wprowadzenie postaci Mandaryna i Killiana. Podczas prac nad scenariuszem podjęto decyzję, aby Mandaryn był aktorem zatrudnionym przez Killiana; sam Killian dopiero w ostatnim akcie miałby zostać ujawniony jako główny przeciwnik.

### Casting
W maju 2010 roku Robert Downey Jr. poinformował, że w jego kontrakcie uwzględniony został udział w trzecim filmie o Iron Manie. W październiku potwierdzony został jego powrót w tytułowej roli. W maju 2011 roku ujawniono, że Gwyneth Paltrow zagra ponownie Pepper Potts. W czerwcu poinformowano, że Don Cheadle powróci jako James Rhodes. W marcu 2012 roku pojawiły się doniesienia, że Scarlett Johansson zagra ponownie Natashę Romanoff, jednak miesiąc później aktorka poinformowała, że nie wystąpi w filmie.
W kwietniu do obsady dołączyli Guy Pearce jako Aldrich Killian i Ben Kingsley, a Jessica Chastain i Andy Lau rozpoczęli negocjacje ze studiem. W maju poinformowano, że Chastain zrezygnowała i zastąpiła ją Rebecca Hall. Ujawniono również, że James Badge Dale, Ashley Hamilton i William Sadler zagrają w filmie, a Jon Favreau powróci jako Happy Hogan. W czerwcu Lau zrezygnował z roli w filmie. W lipcu do obsady dołączyła Stephanie Szostak. Na początku grudnia poinformowano, że Wang Xuequi został obsadzony jako Wu i zastąpił w tej roli Lau. W 2019 roku ujawniono, że Emilia Clarke była obsadzona w jednej z ról w filmie, jednak jej rola została usunięta ze scenariusza.

### Zdjęcia i postprodukcja

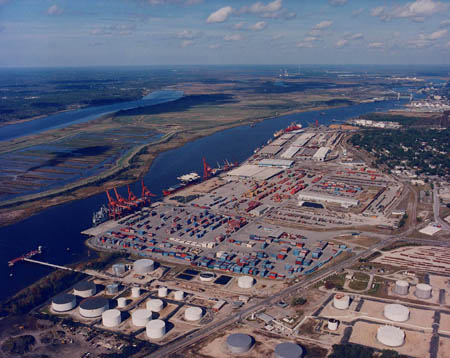
Port w Wilmington, gdzie kręcone były sceny finałowej walki

Zdjęcia do filmu rozpoczęły się 23 maja 2012 roku w Wilmington, w Karolinie Północnej w EUE/Screen Gems Studios pod roboczym tytułem Caged Heat. Na początku czerwca zrealizowano sceny w Cary, w siedzibach Epic Games i SAS Institute oraz część scen na Wilmington International Airport. W drugiej połowie miesiąca realizowano zdjęcia w Oak Island. Na początku sierpnia prace odbywały się w Rose Hill. Produkcja został wstrzymana na kilka tygodni z powodu kontuzji nogi Roberta Downeya Jr.. W październiku produkcja przeniosła się na Florydę, gdzie zrealizowano sceny w Dania Beach i Miami Beach. W połowie miesiąca zdjęcia ponownie realizowano w Wilmington. 7 lipca zakończono prace w Stanach Zjednoczonych.
W grudniu nakręcono sceny w Pekinie w Chinach. Natomiast styczniu 2013 roku pracowano w Hajdarabad i Bengaluru w Indiach. W tym samym miesiącu zrealizowano dodatkowe zdjęcia na Manhattan Beach oraz w TCL Chinese Theatre. Za zdjęcia odpowiadał John Toll. Scenografią zajął się Bill Brzeski, a kostiumy zaprojektowała Louise Frogley. Ze względu na problemy z nogą Downeya, część zdjęć z jego udziałem musiała zostać nakręcona z wykorzystaniem dublera i efektów specjalnych.
Montażem zajęli się Jeffrey Ford i Peter S. Elliot. Efekty specjalne przygotowały studia: Weta Digital, Digital Domain, Scanline VFX, Trixter, Framestore, Luma Pictures, Fuel VFX, Cantina Creative, Cinesite, The Embassy Visual Effects, Lola VFX, Capital T, Prologue, Rise FX i The Third Floor, a odpowiadał za nie Chris Townsend.
Digital Domain, Scanline VFX i Trixter współpracowały nad scenami ze zbroją „Mark 42”. Scanline VFX odpowiadało ponadto za scenę ataku na posiadłość Starka. Framestore przygotowało sceny związane z działaniem Extremis, w tym nad sekwencjami z ogniem i regeneracją. Method Studios pracowało nad efektem Extremis w ciele Killiana, Savina i Pepper oraz sceną zniszczenia wieży wodnej. Weta Digital pracowało nad finałową walką łącznie z eksplozją wszystkich zbroi Iron Legionu. Fuel VFX przygotowało sceny z hologramami: w warsztacie Starka, który odtwarza wybuch w Chinese Theatre oraz spotkanie Killiana z Pepper, w której pokazuje jej swój mózg.

## Muzyka
W październiku 2012 roku poinformowano, że Brian Tyler został zatrudniony do skomponowania muzyki do filmu. Ścieżka dźwiękowa została nagrana w Abbey Road Studios z udziałem London Philharmonic Orchestra. Album z muzyką Tylera, Iron Man 3 Original Motion Picture Soundtrack, został wydany 30 kwietnia 2013 roku przez Hollywood Records. Równocześnie ukazał się album koncepcyjny, Iron Man 3: Heroes Fall – Music Inspired by the Motion Picture, który zawiera dwanaście utworów zainspirowanych filmem w gatunkach alternatywnego i indie rocka.
Ponadto w filmie wykorzystano utwory: „Blue (Da Ba Dee)” (Eiffel 65), „Mambo No. 5 (A Little Bit of...)” (Lou Bega), „Jingle Bells” (Joe Williams) i „Santa Claus is Back in Town” (Dwight Yoakam).
| Iron Man 3 Original Motion Picture Soundtrack – 2013 | Iron Man 3 Original Motion Picture Soundtrack – 2013 | Iron Man 3 Original Motion Picture Soundtrack – 2013 | Iron Man 3 Original Motion Picture Soundtrack – 2013 |
| Nr                                                   | Tytuł utworu                                         | Muzyka                                               | Długość                                              |
| ---------------------------------------------------- | ---------------------------------------------------- | ---------------------------------------------------- | ---------------------------------------------------- |
| 1.                                                   | „Iron Man 3”                                         | B. Tyler                                             | 2:24                                                 |
| 2.                                                   | „War Machine”                                        | B. Tyler                                             | 7:19                                                 |
| 3.                                                   | „Attack on 10880 Malibu Point”                       | B. Tyler                                             | 4:36                                                 |
| 4.                                                   | „Isolation”                                          | B. Tyler                                             | 2:01                                                 |
| 5.                                                   | „Dive Bombers”                                       | B. Tyler                                             | 2:24                                                 |
| 6.                                                   | „New Beginnings”                                     | B. Tyler                                             | 3:55                                                 |
| 7.                                                   | „Extremis”                                           | B. Tyler                                             | 5:07                                                 |
| 8.                                                   | „Stark”                                              | B. Tyler                                             | 4:32                                                 |
| 9.                                                   | „Leverage”                                           | B. Tyler                                             | 2:16                                                 |
| 10.                                                  | „The Mandarin”                                       | B. Tyler                                             | 2:37                                                 |
| 11.                                                  | „Heat and Iron”                                      | B. Tyler                                             | 5:43                                                 |
| 12.                                                  | „Misfire”                                            | B. Tyler                                             | 3:27                                                 |
| 13.                                                  | „Culmination”                                        | B. Tyler                                             | 2:30                                                 |
| 14.                                                  | „The Mechanic”                                       | B. Tyler                                             | 3:44                                                 |
| 15.                                                  | „Hot Pepper”                                         | B. Tyler                                             | 4:42                                                 |
| 16.                                                  | „Another Lesson from the Mandarin”                   | B. Tyler                                             | 2:57                                                 |
| 17.                                                  | „Dr. Wu”                                             | B. Tyler                                             | 2:41                                                 |
| 18.                                                  | „Return”                                             | B. Tyler                                             | 6:20                                                 |
| 19.                                                  | „Battle Finale”                                      | B. Tyler                                             | 3:57                                                 |
| 20.                                                  | „Can You Dig It (Iron Man 3 Main Titles)”            | B. Tyler                                             | 2:42                                                 |
|                                                      |                                                      |                                                      | 1:15:54                                              |

| Iron Man 3: Heroes Fall – Music Inspired by the Motion Picture – 2013 | Iron Man 3: Heroes Fall – Music Inspired by the Motion Picture – 2013 | Iron Man 3: Heroes Fall – Music Inspired by the Motion Picture – 2013 | Iron Man 3: Heroes Fall – Music Inspired by the Motion Picture – 2013 | Iron Man 3: Heroes Fall – Music Inspired by the Motion Picture – 2013 |
| Nr                                                                    | Tytuł utworu                                                          | Autor                                                                 | Wykonawca                                                             | Długość                                                               |
| --------------------------------------------------------------------- | --------------------------------------------------------------------- | --------------------------------------------------------------------- | --------------------------------------------------------------------- | --------------------------------------------------------------------- |
| 1.                                                                    | „Ready Aim Fire”                                                      | D. Reynolds, W. Sermon, B. McKee, D. Platzman                         | Imagine Dragons                                                       | 4:01                                                                  |
| 2.                                                                    | „Some Kind of Joke”                                                   | A. Bruno                                                              | Awolnation                                                            | 4:54                                                                  |
| 3.                                                                    | „Some Kind of Monster”                                                | T. Glenn, S. Hollander, D. Katz                                       | Neon Trees                                                            | 3:48                                                                  |
| 4.                                                                    | „American Blood”                                                      | M. Angelakos                                                          | Passion Pit                                                           | 4:24                                                                  |
| 5.                                                                    | „No Time”                                                             | Z. Rogue                                                              | Rogue Wave                                                            | 3:16                                                                  |
| 6.                                                                    | „One Minute More”                                                     | R. Merchant, S. Simonian                                              | Capital Cities                                                        | 3:40                                                                  |
| 7.                                                                    | „Back to the Start”                                                   | M. Birkenes, A. Burke, B. Tyler                                       | Mr Little Jeans                                                       | 4:06                                                                  |
| 8.                                                                    | „Keep Moving”                                                         | A. Stockdale                                                          | Andrew Stockdale                                                      | 3:02                                                                  |
| 9.                                                                    | „Redemption”                                                          | M. Kasprzyk, W. Gagel                                                 | Redlight King                                                         | 3:40                                                                  |
| 10.                                                                   | „Big Bad Wolves”                                                      | N. Petricca, E. Maiman, K. Ray, S. Waugman                            | Walk the Moon                                                         | 2:10                                                                  |
| 11.                                                                   | „Bad Guy”                                                             | S. Foreman, N. Motte                                                  | 3OH!3                                                                 | 3:07                                                                  |
| 12.                                                                   | „Let’s Go All the Way”                                                | G. L. Cooper                                                          | The Wondergirls (featuring Ashley Hamilton i Robbie Williams)         | 4:28                                                                  |
|                                                                       |                                                                       |                                                                       |                                                                       | 44:36                                                                 |

## Promocja

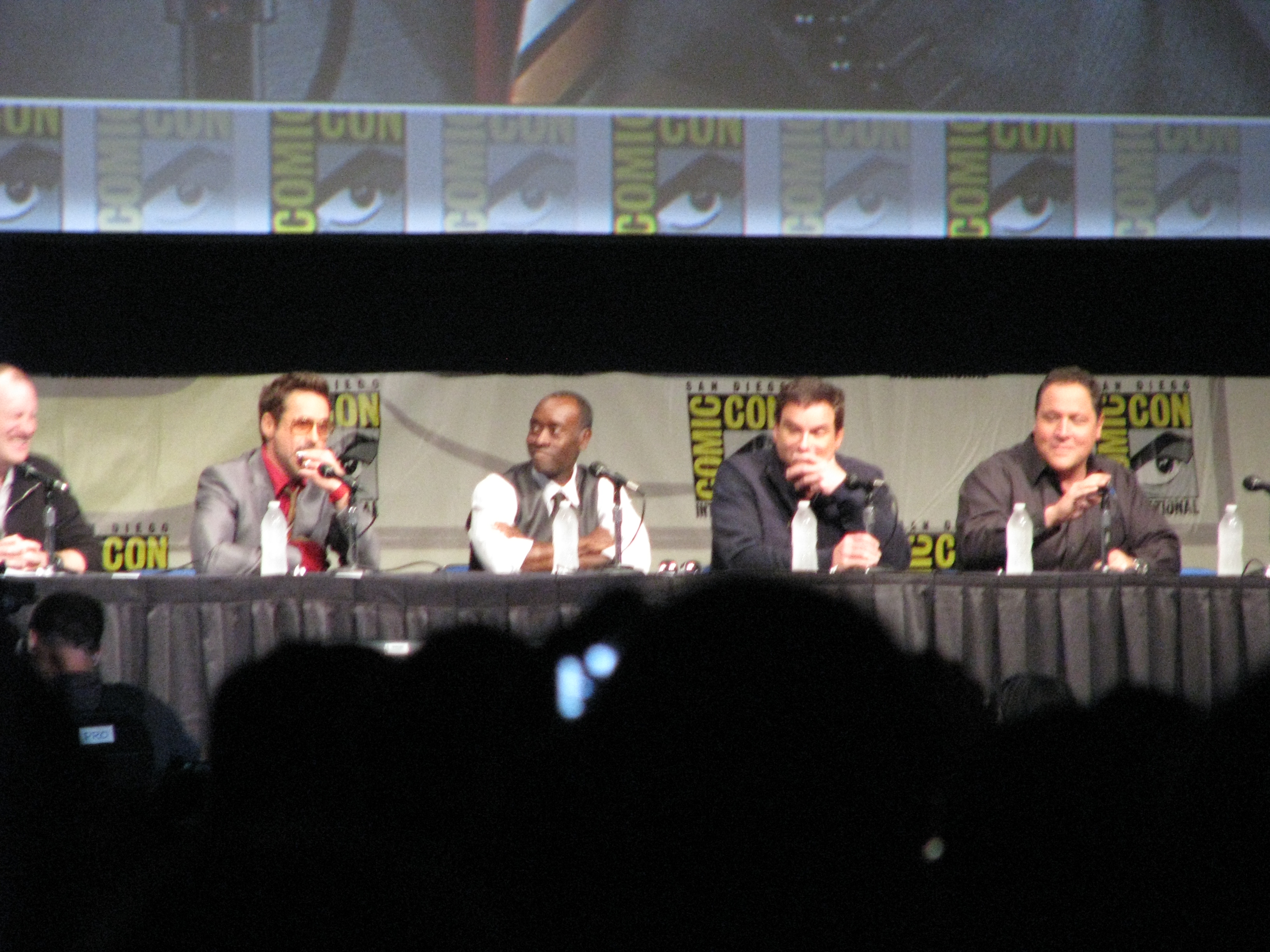
Obsada i twórcy podczas San Diego Comic-Conu w 2012 roku

W lipcu 2012 roku Shane Black, Robert Downey Jr., Don Cheadle i Jon Favreau pojawili się na panelu Marvel Studios podczas San Diego Comic-Conu. Publiczności pokazano wtedy również fragmenty filmu i zaprezentowano nową zbroję Iron Mana. 23 października opublikowany pierwszy zwiastun filmu. Został on obejrzany w serwisie YouTube 32 miliony razy w ciągu pierwszych 24 godzin. 3 lutego 2013 roku zaprezentowano spot promujący film podczas Super Bowl XLVII. Natomiast 5 marca pokazano ostateczny zwiastun. 25 marca została uruchomiona strona na Facebooku nazwana Iron Man 3: Armor Unlock, na której znalazły się zbroje Iron Mana. 13 kwietnia otworzono w Disneylandzie wystawę Iron Man Tech Presented by Stark Industries. Film był promowany również w parku rozrywki Walt Disney World we wnętrzach kolejki jednoszynowej. 25 kwietnia Gameloft wydało grę na urządzenia mobilne zatytułowaną Iron Man 3: The Official Game.
Partnerami promocyjnymi filmu były firmy: Audi, Verizon Fios, TCL Corporation, Subway, Schwan Food Company, Oracle Corporation, Yili Group, Zoomlion, Lego i Hasbro. Koszty kampanii marketingowej oszacowane zostały na 131 milionów dolarów.
Komiksy powiązane / Przewodniki
2 stycznia i 6 lutego 2013 roku Marvel Comics wydało dwu-zeszytowy komiks powiązany Iron Man 3 Prelude. Jego scenariusz napisali Christos Gage i Will Corona Pilgrim, a rysunki stworzył Steve Kurth. Natomiast 1 maja pojawił się komiks inspirowany, Iron Man: The Coming of the Melter, za którego scenariusz odpowiadał Gage, a za rysunki Axel Alonso.
16 i 30 grudnia 2015 roku oraz 6 i 27 stycznia 2017 roku Marvel Comics wydało cztero-zeszytowy komiks Captain America: Civil War Prelude zawierający adaptacje filmów Kapitan Ameryka: Zimowy żołnierz i Iron Man 3. Scenariusz do niego napisał Pilgrim, a rysunki stworzył Szymon Kudranski.
4 maja 2016 roku został wydany cyfrowo Guidebook to the Marvel Cinematic Universe: Marvel’s Iron Man 3, który zawiera fakty dotyczące filmu, porównania do komiksów, oraz informacje produkcyjne . 13 grudnia 2017 roku udostępniono drukiem wydanie zbiorcze, zatytułowane Marvel Cinematic Universe Guidebook: The Good, The Bad, The Guardians, w którym znalazła się także treść tego przewodnika.

## Wydanie
Światowa premiera filmu Iron Man 3 miała miejsce 14 kwietnia 2013 roku w Le Grand Rex w Paryżu. Brytyjska premiera odbyła się 18 kwietnia w Odeon Leicester Square w Londynie, a amerykańska 24 kwietnia w El Capitan Theatre w Los Angeles. W tych trzech wydarzeniach uczestniczyła obsada i ekipa produkcyjna filmu oraz zaproszeni goście specjalni. Premierom tym towarzyszył czerwony dywan oraz szereg konferencji prasowych.
Dla szerszej widowni film zadebiutował 24 kwietnia w Belgii, Francji, Szwecji i we Włoszech. Następnego dnia, 25 kwietnia, pojawił się w Wielkiej Brytanii, Holandii, Peru, Australii, Nowej Zelandii i Korei Południowej. Od 26 kwietnia dostępny był w Hiszpanii, Brazylii, Meksyku, Indiach i Japonii. 1 maja zadebiutował w Niemczech, Austrii i Chinach. 2 maja pojawił się w Zjednoczonych Emiratach Arabskich, Izraelu i Rosji. W Stanach Zjednoczonych, Kanadzie i Turcji dostępny był od 3 maja. W Polsce zadebiutował 9 maja.
Film został wydany cyfrowo w Stanach Zjednoczonych 3 września 2013 roku przez Walt Disney Studios Home Entertainment, a 24 września tego samego roku na nośnikach DVD i Blu-ray. W Polsce został wydany 6 września tego samego roku przez CD Projekt. Wersja Blu-ray zawiera film krótkometrażowy Agentka Carter (oryg. Agent Carter) z serii Marvel One-Shots, który bezpośrednio nawiązuje do wydarzeń z filmu Kapitan Ameryka: Pierwsze starcie.
8 grudnia 2015 roku został wydany również w 13-dyskowej wersji kolekcjonerskiej Marvel Cinematic Universe: Phase Two Collection, która zawiera 6 filmów Fazy Drugiej, a 15 listopada 2019 roku w specjalnej wersji zawierającej 23 filmy franczyzy tworzące The Infinity Saga.

## Odbiór

### Box office
Iron Man 3 mając budżet wynoszący 200 milionów dolarów i debiutując w 42 krajach zarobił w weekend otwarcia ponad 198 milionów dolarów. W Stanach Zjednoczonych i Kanadzie w weekend otwarcia uzyskał wynik ponad 174 milionów dolarów. Jego łączny przychód z biletów na świecie osiągnął ponad 1,2 miliarda dolarów, z czego w Stanach Zjednoczonych i Kanadzie ponad 409 milionów.
Do największych rynków należały: Chiny (121,2 miliona), Korea Południowa (64,2 miliona), Wielka Brytania (57,1 miliona), Meksyk (48,6 miliona), Brazylia (47,9 miliona), Rosja (44,2 miliona), Francja (39 milionów), Australia (36,2 miliona), Japonia (25,2 miliona) i Niemcy (24,4 miliona). W Polsce w weekend otwarcia film zarobił ponad 1,5 miliona dolarów, a w sumie prawie 4,3 miliona.

### Krytyka w mediach
Film spotkał się z pozytywną reakcją krytyków. W serwisie Rotten Tomatoes 79% z 327 recenzji uznano za pozytywne, a średnia ocen wystawionych na ich podstawie wyniosła 7 na 10. Na portalu Metacritic średnia ważona ocen z 44 recenzji wyniosła 62 punkty na 100. Natomiast według serwisu CinemaScore, zajmującego się mierzeniem atrakcyjności filmów w Stanach Zjednoczonych, publiczność przyznała mu ocenę A w skali od F do A+.
Nick De Semlyen z „Empire Magazine” napisał, że: „Black okazuje się idealnym kowalem, wykuwając inteligentne nowe technologie i scenariusze dla zarozumiałego supergeniusza. Jeśli okaże się, że jest to ostatnia samodzielna wycieczka Downeya Jr., jest ona bardzo udana”. Kenneth Turan z „Los Angeles Times” stwierdził, że kiedy „studia próbują tchnąć nowe życie w nazbyt znane serie komiksów, rebooty – ze zmianą tonu, reżysera i gwiazd – jest to jakaś mania. Ale Iron Man 3 udowadnia, że istnieje więcej niż jeden sposób na oskórowanie tego konkretnego kota”. Todd McCarthy z „The Hollywood Reporter” napisał: „Wymachując co najmniej kilkoma zabójczymi zwrotami akcji, to wydawnictwo Disneya będzie pierwszym ogromnym hitem lata”. Michael Phillips z „Chicago Tribune” napisał, że: „nawet przy błyskach czarnego humoru Blacka, maszyneria mniej więcej dba o siebie, oferując mniej więcej połowę genialnego dowcipu i radości z pierwszego Iron Mana”. Scott Foundas z „Variety” stwierdził, że: „pomimo wyczerpania świeżych pomysłów, ta seria nadal dostarcza fanom więcej niż oczekują”. Peter Bradshaw z „The Guardian” napisał, że „Iron Man 3 jest inteligentny, zabawny i spektakularny”. David Edelstein z Vulture chwalił film za „niezwykle dużą liczbę dowcipnych zwrotów akcji”. Natomiast Chris Tilly z IGN stwierdził, że jest to „film superbohaterach ze sprytem, głębią i cudownie psotnym poczuciem zabawy”.
Michał Walkiewicz z portalu Filmweb napisał, że: „Trzecia część wydaje się w warstwie fabularnej najcięższa. Przyszedł bowiem czas, aby los podważył wreszcie bohaterstwo Starka i zmusił go do odpowiedzi na fundamentalne pytanie: czy Iron Man istnieje bez chroniącej jego ciało, ultranowoczesnej zbroi?”. Krzysztof Domaradzki z tygodnika „Newsweek” podsumował: „Iron Man 3 jest ostatnią częścią trylogii – lub kwadrologii, jeżeli liczyć Avengers – a przy okazji zdecydowanie najlepszą: zabawną, dynamiczną, atrakcyjną wizualnie i zgrabnie zakończoną. Black pokazuje, jak niezwykłe możliwości oferuje filmowcom komiks. W dodatku ulepszył zupełnie niezłe filmy Favreau, co wcale nie było zadaniem prostym. A co ważniejsze – znakomitym poczuciem humoru być może wyznaczył nowy trend w tworzeniu filmów o superbohaterach”. Kamil Śmiałkowski z serwisu Stopklatka.pl stwierdził: „Oto zaprzeczenie teorii, że filmowe kontynuacje muszą być gorsze. Tym razem część trzecia jest najlepsza. Pierwsze dwa „Iron Many” to świetne kino rozrywkowe, ale kiedy do reżyserowania zaproszono Shane’a Blacka – okazało się, że można jeszcze lepiej”. Przemysław Dobrzyński z portalu Onet.pl napisał, że: „Iron Man 3 to produkt najwyższej jakości i gołym okiem widać, że twórcy podeszli do niego oraz do wszystkich fanów w pełni poważnie, z pasją i najlepiej jak potrafili”.
Krytycy w Chinach negatywnie ocenili scenę stworzoną specjalnie dla tamtejszej publiczności, przede wszystkim za lokowanie produktu. W recenzji dla „Yangtze River Post” napisano, że jest „to bezsensowna reklama z wieloma dziurami w fabule”. W programie „Shuo Tian Xia” stwierdzono, że „Szkoda. Niektórzy widzowie powiedzieli, że dodawanie chińskich scen jest bezcelowe i nie dodaje nic do filmu”. Eric Jou z portalu Kotaku powiedział, że „To osłabia inteligencję Chińczyków i umiejętności filmowe”. Poza tym sam film został pozytywnie przyjęty przez krytyków.

### Nagrody i nominacje
| Rok  | Ceremonia                                       | Kategoria                                                                       | Nominowani                                                                     | Rezultat  | Przypis         |
| ---- | ----------------------------------------------- | ------------------------------------------------------------------------------- | ------------------------------------------------------------------------------ | --------- | --------------- |
| 2013 | Teen Choice Awards                              | Ulubiony film akcji                                                             | Iron Man 3                                                                     | Wygrana   | [ 129 ] [ 130 ] |
| 2013 | Teen Choice Awards                              | Ulubiony aktor filmu akcji                                                      | Robert Downey Jr.                                                              | Wygrana   | [ 129 ] [ 130 ] |
| 2013 | Teen Choice Awards                              | Ulubiona aktorka filmu akcji                                                    | Gwyneth Paltrow                                                                | Nominacja | [ 129 ] [ 130 ] |
| 2013 | Teen Choice Awards                              | Ulubiony film fantasy / fantastycznonaukowy                                     | Iron Man 3                                                                     | Nominacja | [ 129 ] [ 130 ] |
| 2013 | Teen Choice Awards                              | Ulubiony aktor w filmie fantastycznonaukowym / fantasy                          | Robert Downey Jr.                                                              | Nominacja | [ 129 ] [ 130 ] |
| 2013 | Teen Choice Awards                              | Ulubiona aktorka w filmie fantastycznonaukowym / fantasy                        | Gwyneth Paltrow                                                                | Nominacja | [ 129 ] [ 130 ] |
| 2013 | Teen Choice Awards                              | Ulubiony czarny charakter                                                       | Ben Kingsley                                                                   | Nominacja | [ 129 ] [ 130 ] |
| 2013 | Teen Choice Awards                              | Ulubiona chemia filmowa                                                         | Don Cheadle i Robert Downey Jr.                                                | Nominacja | [ 129 ] [ 130 ] |
| 2013 | BMI Film & TV Awards                            | Najlepsza muzyka filmowa                                                        | Brian Tyler                                                                    | Wygrana   | [ 131 ]         |
| 2013 | Golden Schmoes Awards                           | Najbardziej przereklamowany film                                                | Iron Man 3                                                                     | Nominacja | [ 132 ]         |
| 2013 | Golden Schmoes Awards                           | Największe rozczarowanie                                                        | Iron Man 3                                                                     | Nominacja | [ 132 ]         |
| 2013 | Golden Schmoes Awards                           | Najlepsze efekty specjalne                                                      | Iron Man 3                                                                     | Nominacja | [ 132 ]         |
| 2013 | Golden Schmoes Awards                           | Najlepszy plakat filmowy                                                        | Iron Man 3                                                                     | Nominacja | [ 132 ]         |
| 2013 | Golden Schmoes Awards                           | Najlepszy zwiastu filmowy                                                       | Iron Man 3                                                                     | Nominacja | [ 132 ]         |
| 2013 | Golden Schmoes Awards                           | Najlepsze wydnie DVD/Blu-Ray                                                    | Iron Man 3                                                                     | Nominacja | [ 132 ]         |
| 2013 | Hollywood Post Alliance Awards                  | Najlepszy dźwięk w filmie                                                       | Michael Keller, Mike Prestwood Smith, Mark P. Stoeckinger, Andrew DeCristofaro | Nominacja | [ 133 ]         |
| 2013 | Hollywood Post Alliance Awards                  | Najlepsze efekty specjalne w filmie                                             | Guy Williams, Matt Aitken, Aaron Gilman, Daniel Macarin, Thrain Shadbolt       | Nominacja | [ 133 ]         |
| 2013 | Hollywood Post Alliance Awards                  | Najlepsza gradacja koloru w filmie                                              | Steven J. Scott                                                                | Nominacja | [ 133 ]         |
| 2013 | St. Louis Film Critics Association              | Najlepsze efekty specjalne                                                      | Christopher Townsend, Guy Williams, Erik Nash, Daniel Sudick                   | Nominacja | [ 134 ]         |
| 2014 | CAS Awards                                      | Najlepszy miksowanie dźwięku w filmie fabularnym                                | Iron Man 3                                                                     | Nominacja | [ 135 ]         |
| 2014 | ETC Bollywood Business Awards                   | Najbardziej popularny film zagraniczny                                          | Iron Man 3                                                                     | Wygrana   | [ 136 ]         |
| 2014 | Amerykańskie Stowarzyszenie Montażystów Dźwięku | Najlepszy montaż dźwięku w filmie pełnometrażowym – efekty i imitacje dźwiękowe | Iron Man 3                                                                     | Nominacja | [ 137 ]         |
| 2014 | Online Film & Television Association            | Najlepsze efekty specjalne                                                      | Christopher Townsend, Guy Williams, Erik Nash, Daniel Sudick                   | Nominacja | [ 138 ]         |
| 2014 | People’s Choice Awards                          | Ulubiony film                                                                   | Iron Man 3                                                                     | Wygrana   | [ 139 ]         |
| 2014 | People’s Choice Awards                          | Ulubiony aktor filmowy                                                          | Robert Downey Jr.                                                              | Nominacja | [ 139 ]         |
| 2014 | People’s Choice Awards                          | Ulubiona aktorka filmowa                                                        | Gwyneth Paltrow                                                                | Nominacja | [ 139 ]         |
| 2014 | People’s Choice Awards                          | Ulubiony duet filmowy                                                           | Robert Downey Jr. i Gwyneth Paltrow                                            | Nominacja | [ 139 ]         |
| 2014 | People’s Choice Awards                          | Ulubiony film akcji                                                             | Iron Man 3                                                                     | Wygrana   | [ 139 ]         |
| 2014 | People’s Choice Awards                          | Ulubiony aktor w filmie akcji                                                   | Robert Downey Jr.                                                              | Wygrana   | [ 139 ]         |
| 2014 | Critics’ Choice Movie Awards                    | Najlepsze efekty specjalne                                                      | Christopher Townsend, Guy Williams, Erik Nash i Dan Sudick                     | Nominacja | [ 140 ]         |
| 2014 | Critics’ Choice Movie Awards                    | Najlepszy film akcji                                                            | Iron Man 3                                                                     | Nominacja | [ 140 ]         |
| 2014 | Critics’ Choice Movie Awards                    | Najlepszy aktor w filmie akcji                                                  | Robert Downey Jr.                                                              | Nominacja | [ 140 ]         |
| 2014 | Critics’ Choice Movie Awards                    | Najlepsza aktorka w filmie akcji                                                | Gwyneth Paltrow                                                                | Nominacja | [ 140 ]         |
| 2014 | Nagroda Akademii Filmowej                       | Najlepsze efekty specjalne                                                      | Christopher Townsend, Guy Williams, Erik Nash i Dan Sudick                     | Nominacja | [ 141 ]         |
| 2014 | Kids’ Choice Awards                             | Ulubiony film                                                                   | Iron Man 3                                                                     | Nominacja | [ 142 ] [ 143 ] |
| 2014 | Kids’ Choice Awards                             | Ulubiony męski kopacz tyłków                                                    | Robert Downey Jr.                                                              | Wygrana   | [ 142 ] [ 143 ] |
| 2014 | Kids’ Choice Awards                             | Ulubiony aktor filmowy                                                          | Robert Downey Jr.                                                              | Nominacja | [ 142 ] [ 143 ] |
| 2014 | Nagroda Brytyjskiej Akademii Filmowej           | Najlepsze efekty specjalne                                                      | Christopher Townsend, Guy Williams, Erik Nash i Dan Sudick                     | Nominacja | [ 144 ]         |
| 2014 | Saturn Awards                                   | Najlepsza adaptacja komiksu                                                     | Iron Man 3                                                                     | Wygrana   | [ 145 ]         |
| 2014 | Saturn Awards                                   | Najlepszy aktor                                                                 | Robert Downey Jr.                                                              | Wygrana   | [ 145 ]         |
| 2014 | Saturn Awards                                   | Najlepszy aktor drugoplanowy                                                    | Ben Kingsley                                                                   | Wygrana   | [ 145 ]         |
| 2014 | Saturn Awards                                   | Najlepsza kreacja młodego aktora lub aktorki                                    | Ty Simpkins                                                                    | Nominacja | [ 145 ]         |
| 2014 | Saturn Awards                                   | Najlepsza muzyka                                                                | Brian Tyler                                                                    | Nominacja | [ 145 ]         |
| 2014 | MTV Movie Awards                                | Najlepszy bohater                                                               | Robert Downey Jr.                                                              | Nominacja | [ 146 ]         |
| 2014 | MTV Movie Awards                                | Najlepsza rola cameo                                                            | Joan Rivers                                                                    | Nominacja | [ 146 ]         |
| 2014 | VES Awards                                      | Najlepsze efekty specjalnie w filmie, gdzie efekty odgrywają główną rolę        | Christopher Townsend, Mark G. Soper, Guy Williams, Bryan Grill                 | Nominacja | [ 147 ]         |
| 2014 | VES Awards                                      | Najlepsza wirtualne zdjęcia w filmie aktorskim                                  | Mark Smith, Aaron Gilman, Thelvin Cabezas, Gerardo Ramirez                     | Nominacja | [ 147 ]         |
| 2014 | VES Awards                                      | Najlepsza kompozycja w filmie aktorskim                                         | Michael Maloney, Francis Puthanangadi, Justin van der Lek, Howard Cabalfin     | Nominacja | [ 147 ]         |
| 2014 | VES Awards                                      | Najlepsza kompozycja w filmie aktorskim                                         | Darren Poe, Stefano Trivelli, Josiah Holmes Howison, Zachariah Zaubi           | Nominacja | [ 147 ]         |
| 2014 | VES Awards                                      | Najlepiej wykreowane środowisko w filmie aktorskim                              | John Stevenson-Galvin, Greg Notzelman, Paul Harris, Justin Stockton            | Nominacja | [ 147 ]         |
| 2014 | Hugo Awards                                     | Najlepsza prezentacja dramatyczna – długa forma                                 | Drew Pearce, Shane Black                                                       | Nominacja | [ 148 ]         |

## Kontynuacja
Robert Downey Jr. powrócił do roli Tony’ego Starka / Iron Mana w filmach Avengers: Czas Ultrona z 2015, Kapitan Ameryka: Wojna bohaterów z 2016, Spider-Man: Homecoming z 2017, Avengers: Wojna bez granic z 2018 i Avengers: Koniec gry z 2019 roku.
W 2014 roku do wydania Blu-ray dołączono film krótkometrażowy Niech żyje król (oryg. All Hail the King) z serii Marvel One-Shots, który bezpośrednio nawiązuje do wydarzeń z filmu Iron Man 3. Ben Kingsley powtórzył swoją rolę Trevora Slattery’ego, a Sam Rockwell powrócił jako Justin Hammer z filmu Iron Man 2. Za jego reżyserię odpowiadał Drew Pearce, który napisał również scenariusz.
We wrześniu 2014 roku Downey Jr. wyjawił, że Marvel Studios nie ma w planach produkcji filmu Iron Man 4. W kwietniu 2016 roku aktor poinformował, że chętnie zagrałby w potencjalnej kontynuacji. W styczniu 2020 roku, po śmierci postaci w Avengers: Koniec gry, Downey ujawnił, że jest otwarty na powrót do roli Tony’ego Starka.
We wrześniu 2018 roku poinformowano, że Marvel Studios pracuje nad kilkoma limitowanymi serialami dla serwisu Disney+, które skoncentrowane mają być wokół postaci drugoplanowych z filmów franczyzy. W grudniu 2020 roku zapowiedziano serialowy spin-off, Armor Wars, z Donem Cheadlem w głównej roli.